# Creekside (Kentucky)
Creekside és una població dels Estats Units a l'estat de Kentucky. Segons el cens del 2000 tenia 336 habitants.

## Demografia
Segons el cens del 2020, Creekside tenia 305 habitants, i 301 en 2024.

## Poblacions més properes
El següent diagrama mostra les poblacions més properes.